# Dracaena robusta
Dracaena robusta är en sparrisväxtart som beskrevs av Henry Nicholas Ridley. Dracaena robusta ingår i släktet dracenor, och familjen sparrisväxter. Inga underarter finns listade i Catalogue of Life.